# Kirkwood (Illinois)
Kirkwood è un villaggio degli Stati Uniti d'America, situato nello Stato dell'Illinois, nella contea di Warren.

## Curiosità
La cittadina è oggi tristemente nota per aver dato i natali al serial killer statunitense Richard B. Speck il 6 dicembre 1941.